# Маурісіо Пінеда
Маурісіо Пінеда (ісп. Mauricio Pineda, нар. 13 липня 1975, Буенос-Айрес) — аргентинський футболіст, захисник.
Насамперед відомий виступами за клуб «Удінезе», а також національну збірну Аргентини.
Володар Суперкубка Іспанії з футболу. Володар Кубка Інтертото. 

## Клубна кар'єра
У дорослому футболі дебютував 1993 року виступами за команду клубу «Уракан», в якій провів два сезони, взявши участь у 73 матчах чемпіонату. 
Протягом 1995—1996 років захищав кольори команди клубу «Бока Хуніорс».
Своєю грою за останню команду привернув увагу представників тренерського штабу клубу «Удінезе», до складу якого приєднався 1996 року. Відіграв за команду з Удіне наступні сім сезонів своєї ігрової кар'єри.
Перебуваючи на контракті з «Удінезе», протягом 1998—2003 років також пограв на умовах оренди у складі команд клубів «Мальорка», «Наполі» та «Кальярі».
Завершив професійну ігрову кар'єру у клубі «Ланус», за команду якого провів п'ять матчів у 2003 році.

## Виступи за збірну
У 1996 році дебютував в офіційних матчах у складі національної збірної Аргентини. Протягом кар'єри у національній команді, яка тривала усього 3 роки, провів у формі головної команди країни 12 матчів, забивши 1 гол.
У складі збірної був учасником чемпіонату світу 1998 року у Франції, розіграшу Кубка Америки 1997 року у Болівії.

## Титули і досягнення
- Володар Суперкубка Іспанії з футболу (1):

«Мальорка»:  1998
- Володар Кубка Інтертото (1):

«Удінезе»: 2000
- Срібний олімпійський призер: 1996